# Motnik
Motnik este o localitate din comuna Kamnik, Slovenia, cu o populație de 163 de locuitori.